# 国立金門大学
国立金門大学（こくりつきんもんだいがく、National Quemoy University）は中華民国福建省金門県に位置する唯一の高等教育機関。

## 歴史
| 年     | 月日   | 事跡                                         |
| ------ | ------ | -------------------------------------------- |
| 1997年 | -      | 高雄国立高雄科学技術学院の金門分校として開校 |
| 2003年 | 8月1日 | 「国立金門技術学院」として独立               |
| 2010年 | 8月1日 | 「国立金門大学」を更名                       |

## 教育組織
| - 人文社会科学院 - 国際及び大陸事務学系 - 建築学系 - 海洋及び辺境管理学系 - 応用英語学系 - 中国語文学系 - 都市計画及び景観学系 - 海洋事務研究所 - 閩南文化研究所 - 言語及び異文化修士課程 | - 管理学院 - 運動及びレジャー学系 - 企業管理学系 - 観光管理学系 - 工業工程及び管理学系 - 事業経営研究所 - イノベーション事業及び島嶼経営修士課程 | - 理工学院 - 電子工程学系 - 食品科学系 - 土木及び工程管理学系 - 情報工程学系 | - 健康看護学院 - 看護学系 - 長期介護学系 - ソーシャルワーク学系 |